# Sapromyza halidayi
Sapromyza halidayi är en tvåvingeart som beskrevs av Shatalkin 2000. Sapromyza halidayi ingår i släktet Sapromyza och familjen lövflugor. Inga underarter finns listade i Catalogue of Life.